# Dennstaedtia bipinnata
Dennstaedtia bipinnata là một loài thực vật có mạch trong họ Dennstaedtiaceae. Loài này được (Cav.) Maxon miêu tả khoa học đầu tiên năm 1938.